# Jacques Stephen Alexis

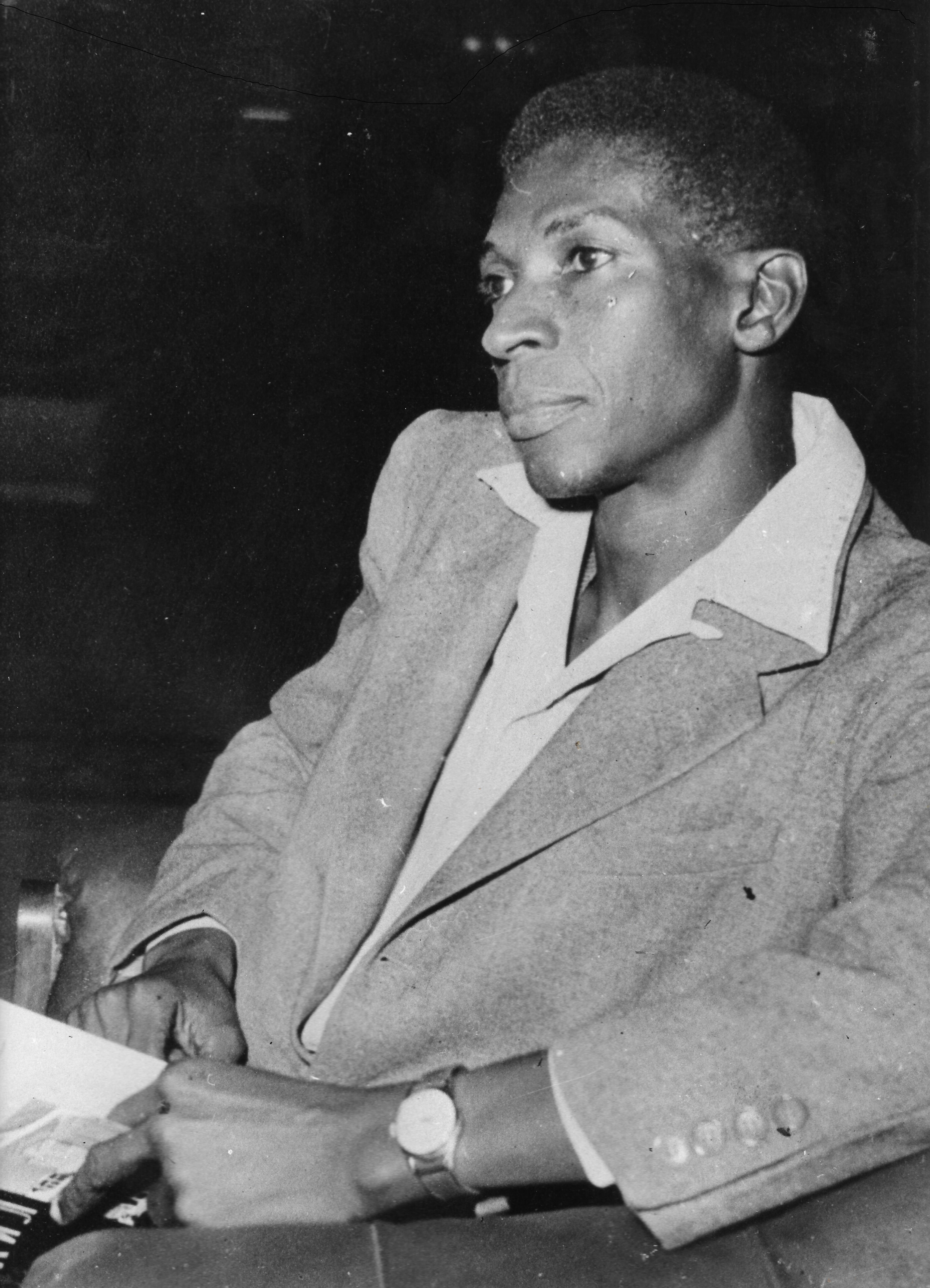
Portrait de Jacques Stéphen Alexis dans le hall de l'Hôtel Moskva à Moscou, le 24 mai 1959

Jacques Stephen Alexis, né Jacques Latour Alexis, aux Gonaïves le 22 avril 1922 et mort en avril 1961 dans le nord d'Haïti, est un écrivain, homme politique et médecin haïtien, qui s'est illustré par sa résistance à la dictature de François Duvalier, par son œuvre romanesque, ainsi que pour sa définition novatrice d'un réalisme merveilleux propre à la littérature de la Caraïbe.

## Biographie
Jacques Stephen Alexis est le descendant du père de l'Indépendance d'Haïti Jean-Jacques Dessalines et fils du diplomate, journaliste et romancier Stéphen Alexis, auteur du Nègre masqué (1933) et de Black Liberator, Life of Toussaint Louverture (MacMillan, New York, 1949). Son père est nommé dans les années 1920 à l'Ambassade d'Haïti à Paris (puis à la Société des Nations avant l'Ambassade de Londres), où Jacques suit ses études au collège Stanislas de Paris. De retour en Haïti dans les années 1930, il poursuit sa formation au Collège des Frères de l'Instruction Chrétienne Saint-Louis-de-Gonzague de Port-au-Prince. Au terme de ses études secondaires, il entame des études universitaires à la Faculté de Médecine de Port-au-Prince où il obtient son doctorat en 1945.

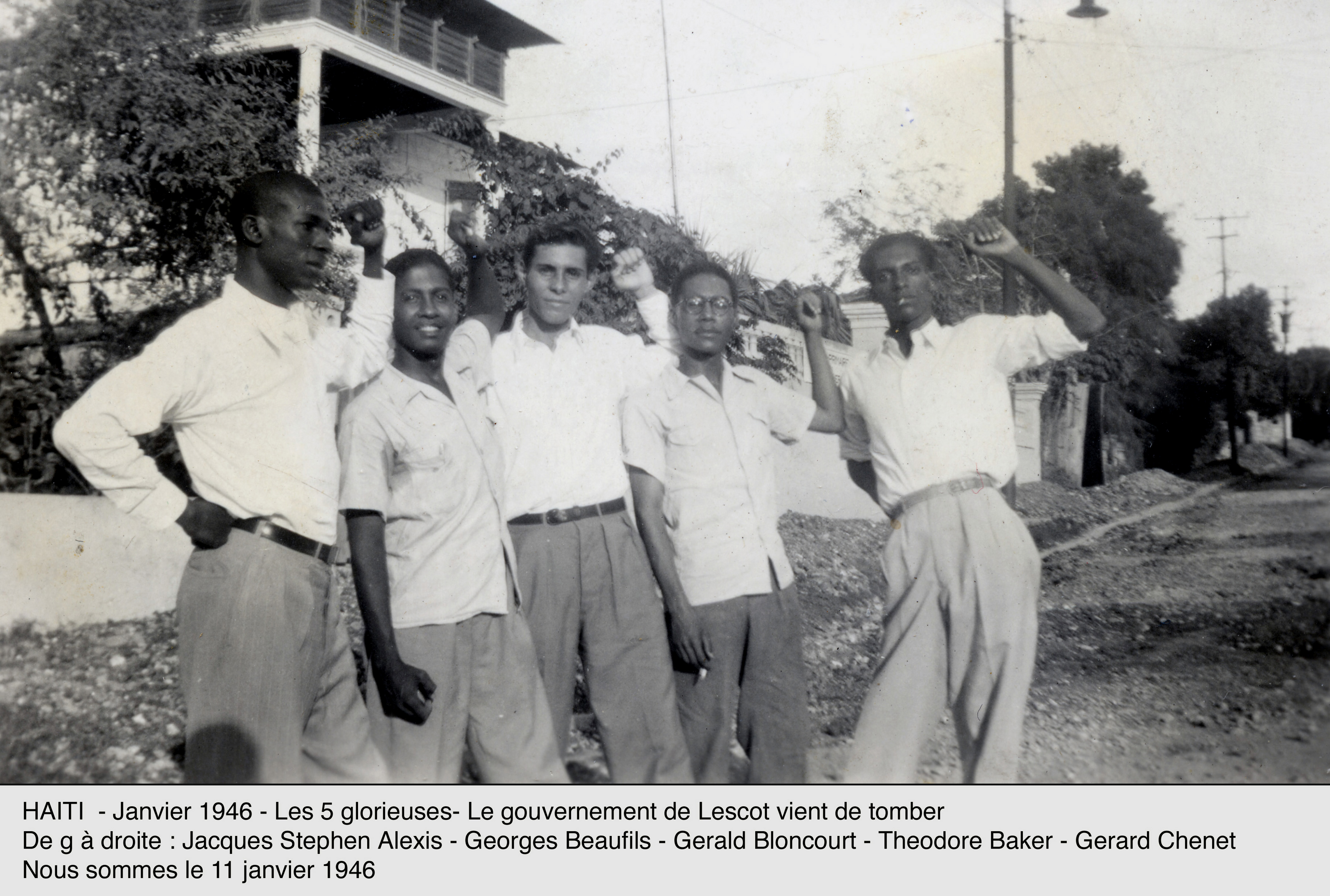

Jacques Stephen Alexis grandit dans un milieu où les discussions artistiques et le débat politique occupent une place centrale. Il commence à écrire et dès l'âge de 18 ans entre en littérature par un essai très remarqué à propos du poète haïtien Hamilton Garoute. Docteur en médecine, il s'engage dans une carrière littéraire et collabore à de nombreuses revues, dont les Cahiers d'Haïti puis dirige Le Caducée. Il fait alors la connaissance de Jacques Roumain, auteur du roman classique Gouverneurs de la Rosée, et du poète cubain Nicolas Guillen en 1942.
Il rejoint La Ruche, revue d'opposition et porte-voix de la « Révolution de 1946 » et le poète René Depestre, après le succès de son recueil de poésies Étincelles, dont les droits d'auteur permettront de financer le premier tirage de la revue. Auprès de Théodore Baker, Gérald Bloncourt, Laurore Saint-Just et Gérard Chenet, Jacques la Colère signe ses articles sous ce pseudonyme dans La Ruche et s'éloigne de la revue Le Caducée. 
De retour de son exil à New York, André Breton débarque à Port-au-Prince en décembre 1945 en compagnie du peintre cubain Wifredo Lam à l'invitation de l'attaché culturel de l'ambassade de France Pierre Mabille, pour y donner une série de conférences. « Véritables tribunes contestataires au retentissement majeur, ses prises de parole ont pour effet d'attiser la colère latente... » qui débouche sur le soulèvement de la population à l'encontre du gouvernement d'Élie Lescot. Ainsi, « dès janvier 1946, éclate une révolution d'abord étudiante, qui ne s'éteindra qu'en août, après des mois d'anarchie » (Breton et la Révolution surréaliste en Haïti, RMN, 2015). La Ruche contribue ainsi, avec quelques leaders des « Cinq Glorieuses » comme René Depestre, Jacques Stephen Alexis, Gerard Lafontant et Gérald Bloncourt, à la chute du président Élie Lescot, avant d'être censurée par la junte qui s'empare du pouvoir. Le journal Le Matin hébergera et imprimera La Ruche, dont les membres du comité de rédaction sont emprisonnés en mars 1946 au Pénitencier National. À sa libération, sur l'insistance de son père qui craint pour sa vie menacée, Jacques Alexis parvient à s'embarquer pour la France afin de poursuivre sa spécialisation en médecine, et échapper ainsi à la vague d'arrestations qui frappe alors l'opposition haïtienne.
À Paris, il se forme en neurologie auprès du Professeur Théophile Alajouanine à la Salpêtrière, puis exerce comme assistant étranger à l'Hôpital Necker-Enfants malades et épouse Françoise Montes en 1949. Sa fille Florence verra le jour en mars 1951. C'est là qu'il commence la rédaction de son premier et plus célèbre roman : Compère Général Soleil. De retour en Haïti quelques années plus tard, il épousera Andrée Roumer en secondes noces, native de Jérémie et nièce du grand poète Émile Roumer. Leur fils Jean-Jacques naîtra en octobre 1959 et ne connaîtra jamais son père. Andrée est à son tour emprisonnée après la disparition de son mari en 1961 ; elle sera torturée par les sbires du dictateur François Duvalier dont Luc Désir, chef de la police politique, parmi les plus sanguinaires de ses miliciens.

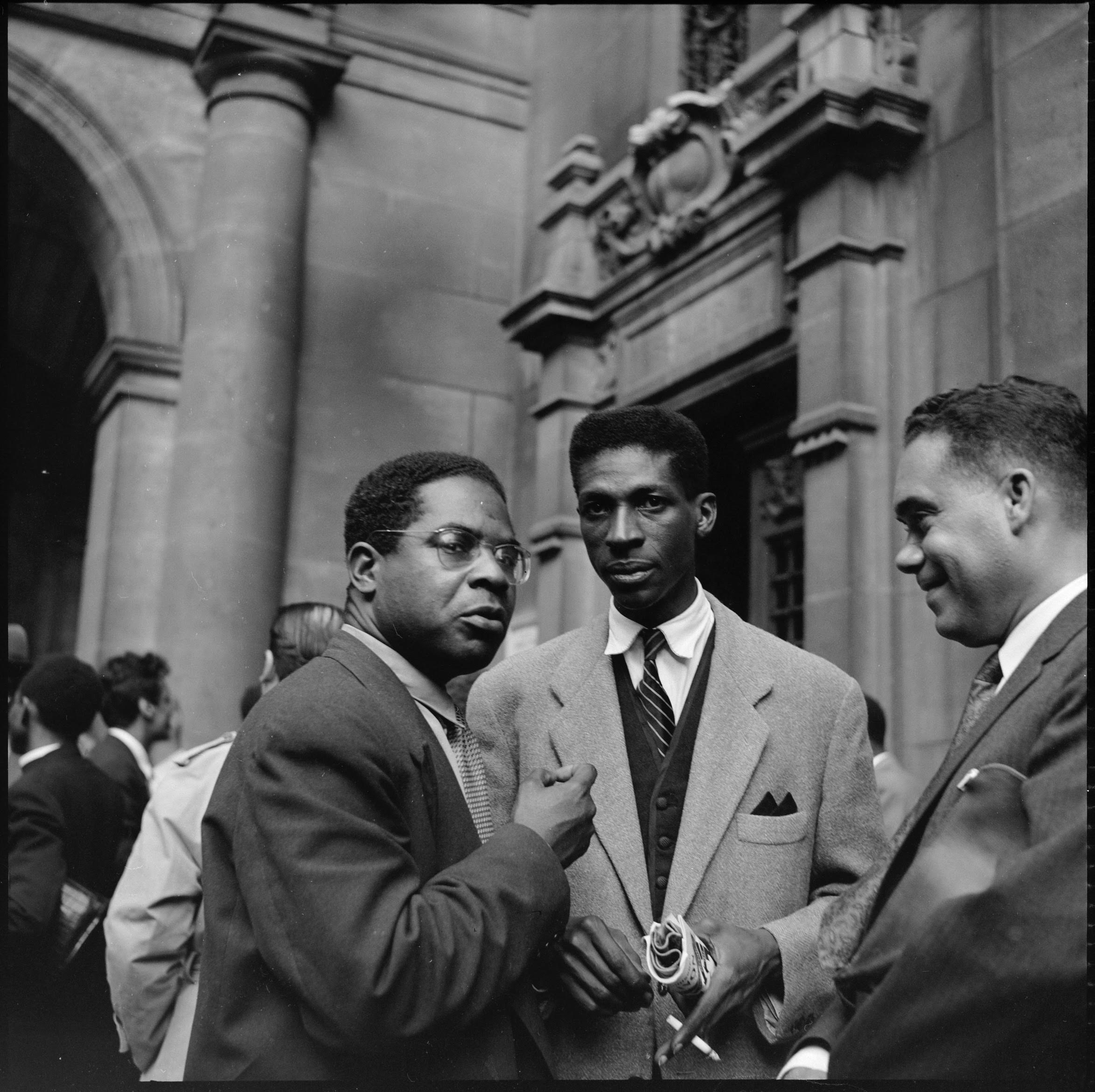
Aimé Césaire, Jacques Alexis et Richard Wright, Paris, cour de La Sorbonne, septembre 1956 (Premier Congrès des Écrivains & Artistes Noirs)

Sur le plan politique, il nous a fait un dialogue nourrit, original avec différents partis et figures : en France, en Chine, en Europe de l'Est et en URSS, par ses liens avec le Comité National des Écrivains auquel il adhère en 1957 et ses amis du PCF. Sur le plan littéraire, il se lie avec Louis Aragon (qui annoncera sa disparition dans Les Lettres françaises en 1962), avec les écrivains de la Négritude Aimé Césaire et Léopold Sédar Senghor, avec le romancier afro-américain Richard Wright et les écrivains latino-américains Jorge Luis Borges, Miguel Ángel Asturias, Julio Cortázar et Gabriel García Márquez qui reconnaîtra l’influence de l'écrivain haïtien sur son univers romanesque, ainsi que le rappelait son amie Rose-Lee Raqui lors de la célébration du centenaire d'Alexis en Guadeloupe en 2022.
Son premier roman, dont le premier lecteur est Raymond Queneau et immédiatement salué, est publié en 1955 par Gaston Gallimard et frôle le Prix Goncourt : il s'agit de Compère Général Soleil.
En 1956, il participe au premier Congrès des écrivains et artistes noirs réunis à l'amphithéâtre Descartes de la Sorbonne à l'initiative d'Alioune Diop et de Présence Africaine. Il y développe, au nom des artistes et intellectuels haïtiens, une contribution intitulée Du réalisme merveilleux des Haïtiens. Dans le même temps, il s'oppose déjà au régime dictatorial de François Duvalier et va fonder le Parti d'entente populaire (PEP), parti d'union et d'opposition à la dictature en 1959.
S'y ajoutent d'autres contributions importantes pour la littérature de la Caraïbe : le roman Les Arbres musiciens en 1957 ; en 1959, il rédige le Manifeste de la Seconde Indépendance au moment-même où il cofonde le PEP, immédiatement suivi de L'Espace d'un cillement la même année, deux romans publiés dans la « Collection blanche » de Gallimard. L'Espace d'un Cillement met en scène Eglantina, petite prostituée du quartier de « Carrefour » à Port-au-Prince, dite la « Nina Estrellita ». Au « Sensation-Bar », elle rencontre « El Caucho » mécanicien et syndicaliste d'origine cubaine qui bourlingue dans toute la Caraïbe et débarque en Haïti. Les deux personnages s'y dévoilent graduellement l'un l'autre, par la vue d'abord, puis l'ouïe, l'odorat, le toucher et enfin le goût, qui ouvrent au « sixième sens ». Cette découverte servie par les cinq sens -et leur mémoire- installent tour à tour un climat de tendresse, de sombres vertiges ou de joie extatique, d'affrontements et de tensions portées par l'atmosphère tragique de la Semaine Sainte et le désordre carnavalesque des Raras, carnavals paysans des faubourgs de Port-au-Prince. Ce roman ouvre un cycle de « Réalisme social » dans l'œuvre qui restera interrompue d'Alexis.
Dans son ultime ouvrage, paru en 1960, un recueil de contes intitulé Romancero aux étoiles, J.S. Alexis réinvestit les deux figures tutélaires de la tradition orale haïtienne héritée d'Afrique de l'Ouest : Bouqui et Malice, puis revisite dans Le Dit de la Fleur d'Or la tradition précolombienne incarnée par la légendaire Reine Anacaona, cacique et poétesse amérindienne qui résista jusqu'à la mort à la conquête espagnole, et forge plusieurs fables modernes qui enrichissent l'univers du « Merveilleux » des Haïtiens, portées par la voix colérique et bienveillante du « Vieux Vent Caraïbe ». Alexis est enfin l'auteur de L’Étoile Absinthe, une suite posthume et inachevée à L'Espace d'un Cillement qui sera finalement publiée par les Éditions Zulma en 2017.
En 1959, il est reçu à Pékin par Mao Tsé Toung puis, en décembre 1960, il est convié à Moscou à la rencontre des représentants des partis communistes de 81 pays, afin de recueillir un soutien international et matériel à la résistance démunie au régime de « Papa Doc », et cosigne la « Déclaration des 81 », au nom des communistes et patriotes haïtiens.

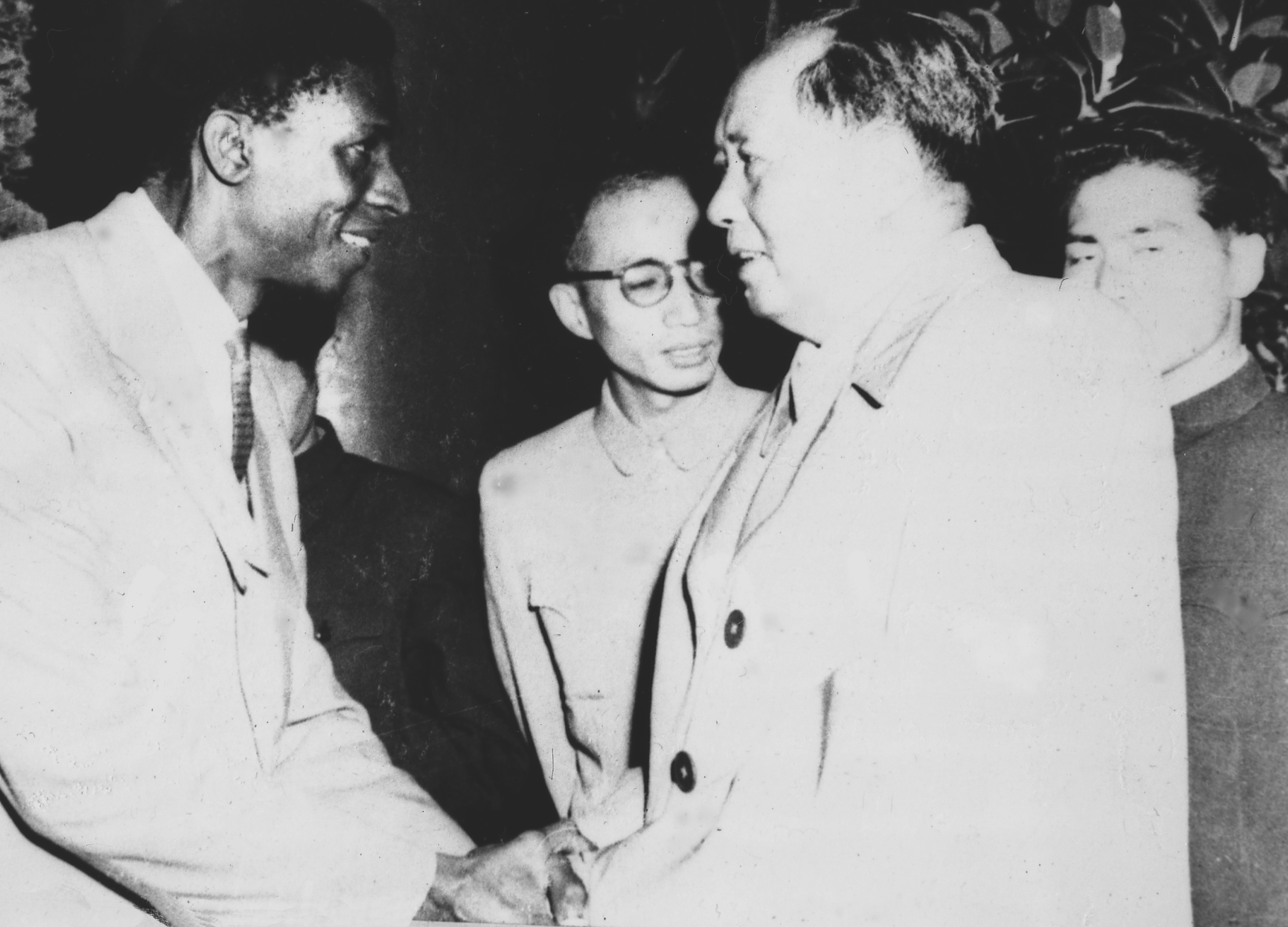
Mao TséToung & Jacques Alexis, Pékin, 1959

Débarqué clandestinement depuis Baracoa (Nord-Est de Cuba) le 22 avril 1961 sur la côte nord-ouest d'Haïti, près du Môle-Saint-Nicolas où Christophe Colomb avait lui-même touché terre américaine en décembre 1492, il est trahi, attendu par quelques miliciens et arrêté aux alentours du lieu-dit Chansolme. Or, son débarquement suit de quelques jours celui de 1400 mercenaires ordonné par Dwight Eisenhower à la Baie des Cochons (17/19 avril), au sud-est de La Havane (Cuba), qui précipitera le régime cubain dans la sphère du bloc soviétique. Au cœur d'une âpre phase d'affrontement armé Est/Ouest et dans une zone de haute turbulence de la guerre froide, aussitôt capturé, en butin, le peloton s’empare du pécule en dollars destiné à la refonte d’une organisation broyée par la répression, il est contraint de dévoiler sa véritable identité, puis une fois dévalisé, il est sommairement exécuté et enseveli sur le champ avec ses compagnons Charles Adrien George, Guy Béliard, Hubert Dupuis-Nouillé et Max Monroe.
Jacques Stéphen Alexis fut avant tout un humaniste fervent, un résistant et militant fortement engagé dans le débat social, esthétique, politique et anticolonial de son époque. Il demeure un écrivain majeur de la littérature caribéenne et haïtienne, et ses quatre chefs-d'œuvre sont enseignés et étudiés à l'Université en France, en Afrique francophone, aux États-Unis et en Amérique du Sud. Son œuvre, traduite dans une vingtaine de langues, centrale dans la littérature caribéenne du XXe siècle, est publiée depuis les années 1950 dans la "Collection Blanche", et régulièrement rééditée par les Éditions Gallimard dans la collection de poche « L'Imaginaire ».

« Mon rapport avec Alexis est assez étrange. S’il m’intéresse autant, c’est d’abord parce qu’il a écrit et fait des choses que je lui envie encore. Prenons l’attaque de son premier roman: «La nuit respirait fortement.» Je donnerais cher pour l’avoir écrit. Ce qu’il dit du fleuve Artibonite — «L’Artibonite, ce grand gaillard aux bras puissants est fils des montagnes» — montre qu’Alexis est un homme au cœur vaste. Il est époustouflant quand il oublie l’idéologie pour simplement tenter de rendre l’émotion qu’il ressent.
[...] Ce qui reste malgré tout de ce jeune homme éblouissant, c’est la plus rayonnante trajectoire dans le monde des lettres contemporaines haïtiennes. »

 - Dany Laferrière, «Jacques Stephen Alexis: un jeune homme éblouissant», Paris, 2018.

## Articles
- « Contribution à la Table-Ronde sur le folklore et le nationalisme ». Optique (juin 1956):  25-34.
- « La Culture haïtienne ». Les lettres françaises (27 septembre-3 octobre 1956).
- « Du Réalisme merveilleux des Haïtiens ». Présence Africaine 8-9-10 (juin-novembre 1956): 245-271.
- « Modern Haitian Thought ». Books Abroad, Nr 30 (Spring 1956): 261-265.
- « Où va le roman ? » (Débat autour des conditions d’un roman national chez les peuples noirs). Présence Africaine 13 (avril-mai 1957): 81-101.
- « La Belle Amour humaine 1957 ». Europe 49.501 (janvier 1971): 20-27.
- Préface à Jacques Roumain, Œuvres Choisies. S. Pojarski, éd.  E.S.L., Éditions du Progrès, 1964.
- Préface à La Montagne ensorcelée de Jacques Roumain. Paris: Les Éditeurs français réunis, 1972.

## Œuvres
- Compère Général Soleil, Paris, Gallimard, coll. « blanche », 1955 ; réédition, coll. «  L'Imaginaire » no 91, 1982, préface de Florence Alexis
- Les Arbres musiciens, Paris, Gallimard, coll. « blanche », 1957 ; réédition, coll. «  L'Imaginaire » no 371, 1997
- L'Espace d'un Cillement, Paris, Gallimard, coll. « blanche », 1959 ; réédition, coll. «  L'Imaginaire » no 114, 1983
- Romancero aux Étoiles, Paris, Gallimard, coll. « blanche », 1960 ; réédition, coll. «  L'Imaginaire » no 194, 1988
- L'Étoile Absinthe, suivi de Le Léopard, Paris, Zulma, 2016 ; réédition, coll. « Z/A », 2022  (ISBN 979-10-387-0115-1)

## Hommages
- Le ministère de la culture et de la communication d’Haïti a dédié l’année 2022 « de la Belle amour humaine » à l'occasion de la célébration du centenaire de sa naissance le 22 avril 2022[8].
- En 2022/ 2023, le Centenaire de Jacques Stephen Alexis a été célébré en France, aux États-Unis et au Canada, dans la Caraïbe et en Haïti par :  L’association Memoria & l’Académie des belles lettres, sciences et arts, La Rochelle (France);  La Fondation Walter & Linda Evans et le Savannah College of Art and Design, à Savannah (Géorgie, États-Unis);  Le Centre for Global Black Studies de l’Université de Miami autour d’une exposition d’Édouard Duval-Carrié, (Miami, Floride, États-Unis);  La IXème Assemblée des Peuples de La Caraïbe, à Port-of-Spain (Trinidad & Tobago);  l’Association d’Études Caribéennes à Kingston (Jamaïque);  Le Centre d’études et de recherches de Morne-à-L’Eau et l’association CO.RE.CA (Contact Recherche Caraïbe) sous la présidence du Pr Roger Toumson au Conseil départemental de la Guadeloupe (France);  L’Université d’État d'Haïti et l’Université Quisqueya à Port-au-Prince (Haïti);  Michèle Pierre-Louis et la Fondation FOKAL, Port-au-Prince (Haïti);  Le Brooklyn College de New York (États-Unis);  Le Département de Philosophie de l’Université Paris 8 à la Maison de l’Amérique latine (Paris, France);  La Société de diffusion et de recherche dans la musique haïtienne (SDRMH) avec le CIDIHCA à Montréal (Canada);  et l’association Haïti Futur au Salon du livre haïtien à Paris, (France).

## Documentaire
- Arnold Antonin, Jacques Stephen Alexis, mort sans sépulture, 2015